# Еремеевское сельское поселение (Омская область)
Еремеевское се́льское поселе́ние — муниципальное образование в Полтавском районе Омской области Российской Федерации.
Административный центр — село Еремеевка.

## История
Статус и границы сельского поселения установлены Законом Омской области от 30 июля 2004 года № 548-ОЗ «О границах и статусе муниципальных образований Омской области».

## Население
| 2010  | 2011  | 2012  | 2013  | 2014  | 2015  | 2016  |
| ----- | ----- | ----- | ----- | ----- | ----- | ----- |
| 1958  | ↘1951 | ↗2003 | ↗2066 | ↗2067 | ↘2016 | ↘2000 |
| 2017  | 2018  | 2019  | 2020  | 2021  | 2023  |       |
| ↘1976 | ↘1916 | ↘1845 | ↘1835 | ↘1677 | ↘1626 |       |

## Состав сельского поселения
| № | Населённый пункт | Тип населённого пункта       | Население |
| - | ---------------- | ---------------------------- | --------- |
| 1 | Гостиловка       | село                         | ↗175      |
| 2 | Еремеевка        | село, административный центр | ↘1308     |
| 3 | Каменка          | деревня                      | ↗181      |
| 4 | Коконовка        | деревня                      | ↗288      |
| 5 | Новоколомзино    | деревня                      | 6         |